# Estación de Montigny-Beauchamp
La estación de Montigny-Beauchamp es una estación francesa cabalgando entre las ciudades de Beauchamp y Montigny-les-Cormeilles, en el departamento de Val D'Oise, en Isla de Francia.
Es una estación dedicada a la línea C del RER y a la línea H del Transilien. 
Está situada entre las estaciones de Franconville - Le Plessis Bouchard y Pierrelaye en la línea Saint-Denis - Dieppe.
La estación está en el tramo de la Línea París-Norte a Lille inaugurada en 1846.